# Merosargus flavitarsis
Merosargus flavitarsis är en tvåvingeart som först beskrevs av Lindner 1969.  Merosargus flavitarsis ingår i släktet Merosargus och familjen vapenflugor. Inga underarter finns listade i Catalogue of Life.